# Kofaserung
In der Mathematik sind Kofaserungen ein wichtiger Begriff der algebraischen Topologie.

## Definition
Eine stetige Abbildung {\displaystyle i\colon A\to X} ist eine Kofaserung, wenn sie die Homotopieerweiterungseigenschaft erfüllt, d. h. wenn es zu stetigen Abbildungen 
{\displaystyle f\colon X\to Y,h\colon A\times \left[0,1\right]\to Y}
mit 
{\displaystyle f\circ i=h\circ i_{0}}
(für die durch {\displaystyle i_{0}(x)=(x,0)} definierte Inklusive {\displaystyle i_{0}\colon A\to A\times \left[0,1\right]})
immer eine stetige Abbildung
{\displaystyle {\overline {h}}\colon X\times \left[0,1\right]\to Y}
mit 
{\displaystyle {\overline {h}}\circ (i\times id)=h}
und
{\displaystyle {\overline {h}}|_{X\times \{0\}}=f\circ \pi _{X}}
(für die natürliche Projektion {\displaystyle \pi _{X}:X\times \{0\}\to X}) gibt.
Falls {\displaystyle i\colon A\to X} die Inklusion eines Unterraumes {\displaystyle A\subset X} ist, dann ist diese Bedingung äquivalent dazu, dass es eine Retraktion
{\displaystyle p\colon X\times \left[0,1\right]\to A\times \left[0,1\right]\cup X\times \left\{0\right\}}
gibt.

## Beispiele
- Die Inklusion

{\displaystyle S^{n-1}\to D^{n}}
ist eine Kofaserung.
- Für jeden CW-Komplex {\displaystyle X} und alle {\displaystyle m\leq n} ist die Inklusion

{\displaystyle X_{m}\to X_{n}}
des m-Skeletts in das n-Skelett eine Kofaserung. Insbesondere sind CW-Komplexe kofibrant.

## Kofaser
Die Homotopie-Kofaser einer (beliebigen) stetigen Abbildung {\displaystyle f\colon A\to X} ist ihr Abbildungskegel {\displaystyle C_{f}}. Für jede verallgemeinerte Homologietheorie {\displaystyle H_{*}} hat man eine lange exakte Sequenz
{\displaystyle \ldots \to H_{*+1}(C_{f})\to H_{*}(A)\to H_{*}(X)\to H_{*}(C_{f})\to H_{*-1}(A)\to \ldots }
Falls die Abbildung {\displaystyle f} eine Kofaserung ist, bezeichnet man die Homotopie-Kofaser {\displaystyle C_{f}} als Kofaser.
Wenn eine Inklusion {\displaystyle f\colon A\to X} eine Kofaserung ist, dann ist die Kofaser {\displaystyle C_{f}} Homotopie-äquivalent zum Quotientenraum {\displaystyle X/A} und es gilt
{\displaystyle H_{*}(X,A)=H_{*}(C_{f})=H_{*}(X/A)}.